# Bataille d'Amsteg
Guerre de la deuxième coalition
Batailles
La bataille d’Amsteg s’est déroulée entre le 14 et le 16 août 1799 et a vu les troupes françaises du général Lecourbe battre les Autrichiens de Joseph de Simbschen.

## Contexte et prémices
Le général Lecourbe mène une opération militaire dans l’Engadine depuis mars 1799. Cette campagne débute avec une victoire dans le village de La Punt Chamues-ch, en Suisse le 12 mars. Cependant, Lecourbe se détourne de son objectif, atteignant Bellinzone deux mois plus tard. Parallèlement, des rebelles suisses des cantons de Schwytz, Uri et Unterwald rendent difficile le ravitaillement et les communications dans les régions concernées. Soult est envoyé rétablir l’ordre et sa tactique de se montrer clément envers les résistants paye, il parvient à les disperser et maintenir un calme incertain. Soult en profite pour consolider ses postions dans des points stratégiques comme le pont du Diable et le col du Saint-Gothard. Puis, il rejoint la brigade du général Ney le 15 mai à Faido, toujours dans le Tessin.

Après avoir, à son avis, suffisamment consolidé ses positions, Masséna ordonne à Lecourbe de se retirer. Le 21 mai, les forces de Lecourbe franchissent de Saint-Gothard et trois jours plus tard, ils atteignent Altdorf. Ney est alors promu général de division et quitte le commandement de Lecourbe. Du côté coalisé, Heinrich de Bellegarde arrive le 8 juin à Alexandrie après être passé par Côme. Souvorov envoie 16 bataillons dans le nord et prescrit l’avant-garde de commencer l’ascension du Saint-Gothard à partir du 27 mai. Le 29 mai, 3 300 soldats français sont surpris par près du double d’Autrichiens dans la vallée d’Urseren et sont contraints de battre en retraite. Le commandant autrichien poursuite les fuyards mais se retrouvent finalement confrontés à l’armée de Lecourbe, à Wassen le 31 mai, et sont défaits. Après cet affrontement, Lecourbe suit les ordres et se replie vers Lucerne.

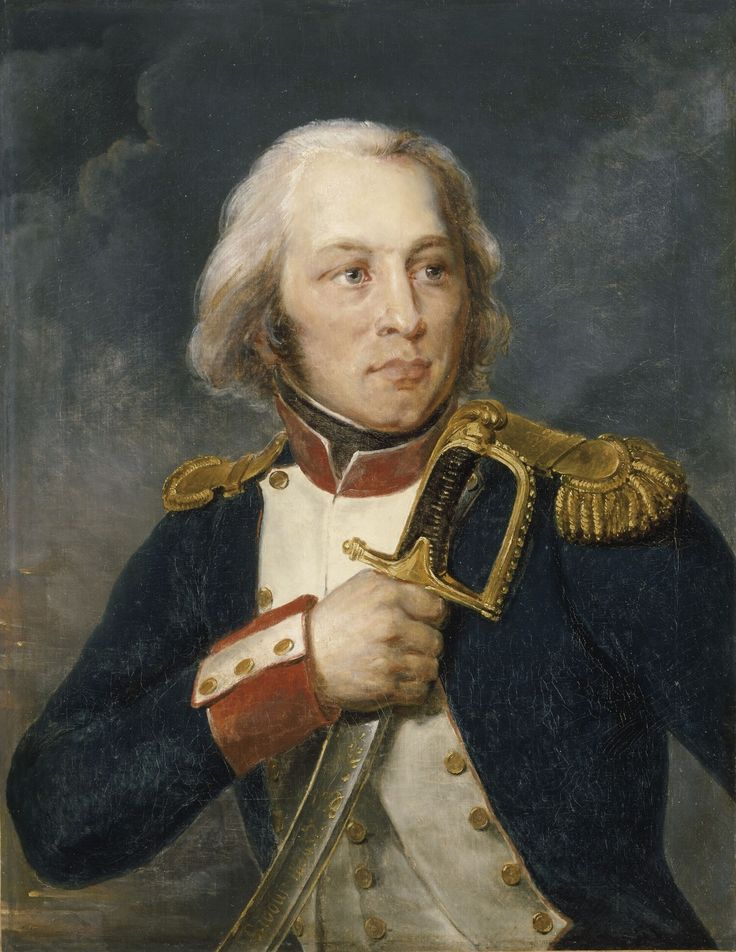
Portait du général Claude Lecourbe

Le 4 juin, l’Archiduc Charles, à la tête de 56 000 hommes, affronte les forces de Masséna, fortes de 45 000 soldats, lors de la première bataille de Zurich. Les Autrichiens sortent vainqueurs de l’affrontement mais subissent des pertes plus lourdes, environ 4 400 tués, blessés ou capturés tandis que les pertes françaises ne s’élèvent qu’à 1 600 hommes. Cependant, la victoire autrichienne n’est que de courte duré, ils sont repoussés très rapidement grâce à une contre-attaque efficace menée par Masséna. Or, Masséna prend la décision de quitter Zurich pour se retrancher vers une position plus avantageuse, à l’ouest.

## Bataille
Masséna estime que la reprise du Saint-Gothard est essentiel, elle permettrait d’assurer la protection de son arrière-garde et d’ouvrir une voie de communication avec l’Armée d'Italie. Il ordonne également à Lecourbe de sécuriser les cols de la Furka et du Grimsel avec 10 000 hommes. Les forces autrichiennes de Simbschen sont composées de 4 400 hommes, de quatre bataillons et de quatre escadrons, dont la moitié de dragons.
Lecourbe divise ses hommes en six colonnes. La première est placée à gauche sous les ordres de Boivin et doit frapper au sud-est vers Schwytz et Muotenthal. Lors de la bataille de Schwytz, les Français chassent les Autrichiens de la ville. La deuxième colonne traverse le lac des Quatre-Cantons et débarque à Flüelen. La troisième colonne longe la rive ouest du lac et rejoint la deuxième colonne à Seedorf. La quatrième colonne franchit le col de Surenen pour atteindre Erstfeld. La cinquième colonne passe par le col du Susten, puis arrive à Wassen. La sixième et dernière colonne se dirige vers la vallée de l’Aar. Face à cette avancée générale des troupes françaises, Simbschen se réfugie dans le sud en détruisant les axes de communications sur son chemin.

Bien que les postions Autrichiens étaient très fortes, les Français les surprennent en les attaquant sur leur flanc et obligent la brigade Strauch à battre en retraite. Lecourbe affirme avoir perdu seulement 60 hommes et avoir tués 400 Autrichiens, en capturant 500 autres. Pendant ce temps, la division Turreau avance au nord-est de la vallée du Rhône et rencontre les troupes coalisées fuyants Lecourbe au sud du col de Grimsel. Alors bientôt encerclés, les survivants de Strauch se replient en Italie, par le col de Nufenen.

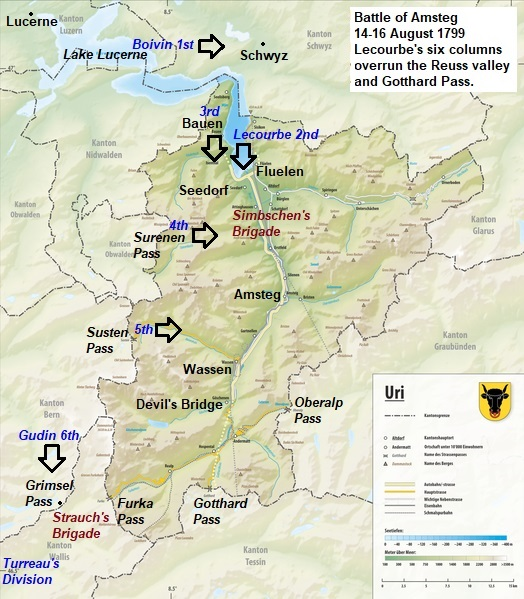
Bataille d’Amsteg

La brigade Strauch ayant été chassé de Suisse, les troupes de Simbschen se tournent vers l’Est et gravirent le col de la Furka. Mais ces derniers n’étaientt pas au courant que la sixième colonne de Gudin empreintait le même chemin. Lorsque les deux groupes se rencontrent, les Coalisés se retirent à l’ouest sur les pentes du Crispalt. Finalement, Gudin et Lecourbe se retrouvent le 16 août et combinent leurs forces pour remporter une victoire décisive sur Simbschen. Après un affrontement acharné, les Autrichiens sont repoussés vers l’est, perdant 1 325 hommes dont 550 faits prisonniers. Les Français subissent 600 pertes et s’imposent dans la région.
Parallèlement, Soult prend Wollishofen et Wiedikon, deux quartiers de Zurich, face à l’archiduc Charles. Puis le lendemain, Chabran repousse Jelacic de l’autre côté de la Linth. L’archiduc Charles envoie alors plusieurs bataillons les aider ; le résultat final est que Simbschen ne peut recevoir de renforts et est contraint d’abandonner la région.

## Conséquences
Après l’échec de la tentative d’encerclement de l’archiduc Charles sur les troupes de Masséna à la mi-août, Souvorov reçoit l’ordre de Vienne de quitter l’Italie pour gagner la Suisse. Mais à cause d’une mauvaise synchronisation des forces coalisées, la campagne de Suisse est un échec pour la deuxième coalition. À l’image des batailles de Zurich et de la Linth où les troupes françaises remportent des victoires importantes sur l’Autriche et la Russie.

### Pertes
Les Français subissent au total 2 000 pertes, soient tués, faits prisonniers ou disparus. Les Autrichiens disposent de pertes beaucoup plus lourdes, près de 10 000 hommes sont tués ou capturés par l’ennemi et une douzaine de canons est perdue. Cette différence s’explique par la connaissance du terrain par les Français et le mauvais positionnement des Autrichiens. L’historien Ramsay Phipps a qualifié la campagne de Lecourbe de « splendide opération ».